# Besugo a la madrileña

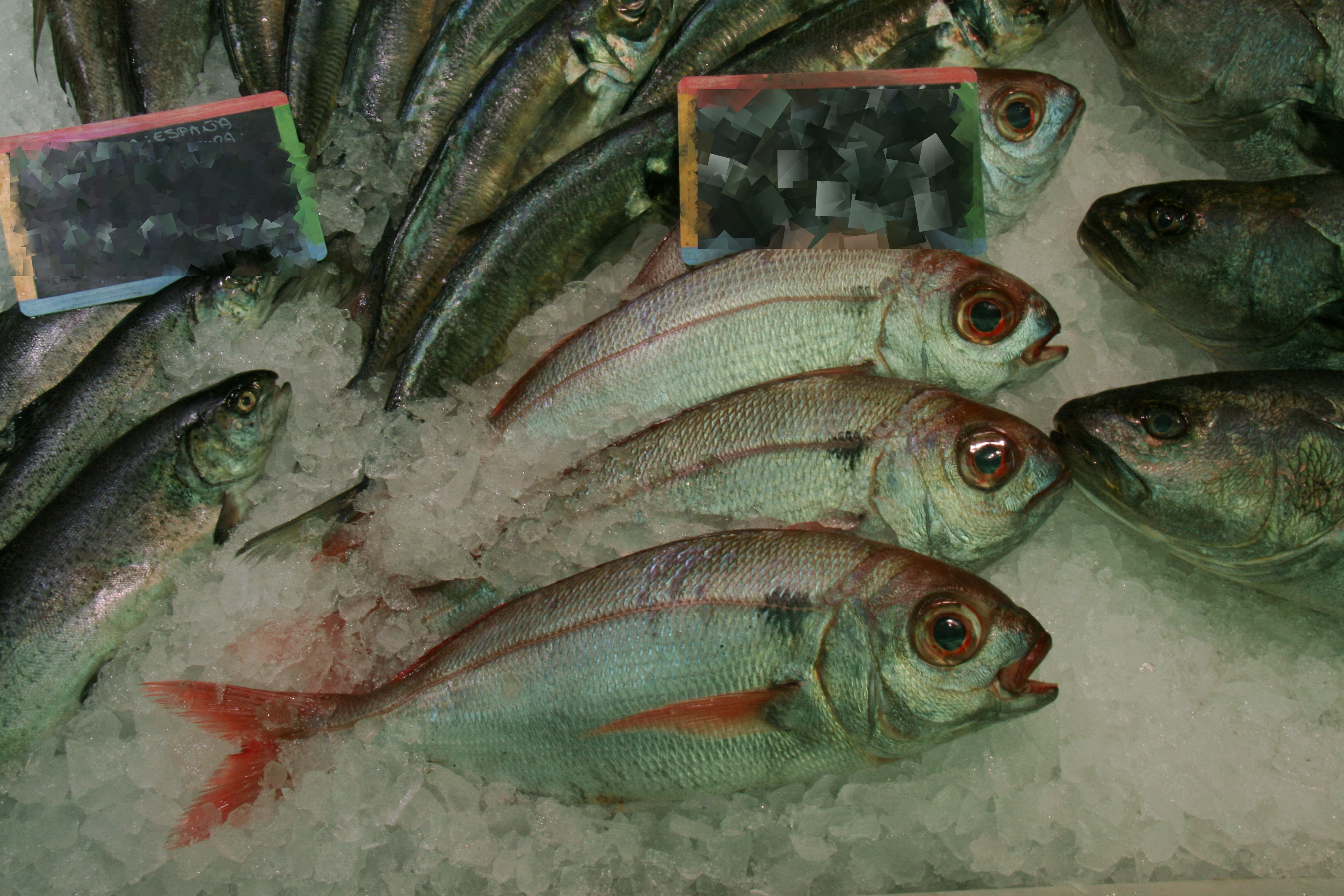
Besugo en un mercado de Madrid.

El denominado besugo a la madrileña (conocido también como besugo al horno) es un plato de pescado típico de la culinaria madrileña. El ingrediente principal es el besugo elaborado al horno y que va acompañado de una verduras y langostinos así como de un fumet. Se sirve caliente y es muy popular en algunos restaurantes madrileños.

## Historia
Este plato es típico de Madrid, a pesar de que se encuentre lejos de las costas. No obstante, el plato se instauró en la gastronomía madrileña a finales del siglo XVIII, a partir de que en el año 1739 Manuel de Herrera pida a la Corte un camino expedito, así como permisos especiales para poder transportar pescado fresco desde el puerto vasco de Bermeo y los cántabros de Castro Urdiales, Santoña y Santander hasta la capital. Hoy en día con la organización desde el año 1982 de Mercamadrid el abastacimiento está asegurado por una red eficiente. Algunos autores hacen referencia a la descripción que hace de este pescado el arcipreste de Hita en El libro del buen amor. La Taberna de Daniela se ha especializado en este plato.

## Características
Este es fundamentalmente un plato de pescado al horno. Antiguamente se empleaban los hornos de las tahonas. En el que se elabora un fumet con las propias espinas del pescado. Algunos autores abogan por salsas poco elaboradas a base de miga de pan o pan rallado. El plato es elaboración rápida ya que el pescado no permanece en el horno más allá de los diez minutos. Esto lo hace ideal para ser servido en los mesones de Madrid. El besugo al horno con su aceite frito y su fino pan rallado que apenas le cubre y las medias rodajas de limón así como de sus cascos de cebolla son sus características más importantes como plato.

## Costumbres
Se trata, por alguna razón unida a la estacionalidad y disponibilidad del besugo, de un plato navideño.Este plato se hacía acompañar antaño con una sopa elaborada a base de leche de almendras (disponible en la mayoría de los cafés de comienzo de siglo XX). En la cena de Navidad este plato acompañaba a la lombarda.